# Klobenmühle
Klobenmühle ist ein Gemeindeteil der Gemeinde Diespeck im Landkreis Neustadt an der Aisch-Bad Windsheim (Mittelfranken, Bayern). Klobenmühle liegt in der Gemarkung Diespeck.

## Geografie
Die Einöde liegt am Ostufer der Aisch. Unmittelbar südlich des Ortes mündet der Sachsenbach als rechter Zufluss in die Aisch. Im Westen jenseits der Aisch liegt das Flurgebiet Pfindlesgraben. Ein Anliegerweg führt 150 Meter nordöstlich zur Bundesstraße 470 bei Diespeck.

## Geschichte
Der Ort wurde 1418 als „müle“ erstmals urkundlich erwähnt. Der Ortsname Klobenmühle bezieht sich laut Döllner (S. 123) auf den Familiennamen „Klob“.
Gegen Ende des 18. Jahrhunderts gehörte die Klobenmühle zur Realgemeinde Diespeck. Das Hochgericht übte das brandenburg-bayreuthische Stadtvogteiamt Neustadt an der Aisch aus. Das Anwesen hatte das Kastenamt Neustadt an der Aisch als Grundherrn. Unter der preußischen Verwaltung (1792–1806) des Fürstentums Bayreuth erhielt die Klobenmühle die Hausnummer 104 des Ortes Diespeck. Ursprünglich befand sich die „Colbenmühl“ am Westufer der Aisch. Nachdem die Mühle 1797 abgebrannt ist, wurde sie am Ostufer neu errichtet.
Von 1797 bis 1810 unterstand der Ort dem Justizamt Dachsbach und Kammeramt Neustadt. Im Rahmen des Gemeindeedikts wurde Klobenmühle dem 1811 gebildeten Steuerdistrikt Diespeck und der 1813 gegründeten Ruralgemeinde Diespeck zugeordnet.

### Baudenkmal
- Haus Nr. 1: Mühle[11]

### Einwohnerentwicklung
| Jahr      | 001818 | 001840 | 001861 | 001871 | 001885 | 001900 | 001925 | 001950 | 001961 | 001970 | 001987 |
| Einwohner | 8      | 10     | 9      | 8      | 7      | 14     | 10     | 10     | 6      | 6      | 5      |
| Häuser    | 1      | 1      |        |        | 1      | 1      | 1      | 1      | 1      |        | 1      |
| Quelle    | [ 13 ] | [ 14 ] | [ 15 ] | [ 16 ] | [ 17 ] | [ 18 ] | [ 19 ] | [ 20 ] | [ 21 ] | [ 22 ] | [ 1 ]  |

## Religion
Der Ort ist seit der Reformation evangelisch-lutherisch geprägt und bis heute nach St. Johannes Baptist (Diespeck) gepfarrt. Die Einwohner römisch-katholischer Konfession sind nach St. Johannis Enthauptung (Neustadt an der Aisch) gepfarrt.